# Continuum (teoria mnogości)
Continuum – moc zbioru liczb rzeczywistych, oznaczana zwykle symbolem {\displaystyle {\mathfrak {c}}}.

## Historia
W roku 1874 Georg Cantor udowodnił, że nie istnieje bijekcja między zbiorem liczb naturalnych a zbiorem liczb rzeczywistych. Oznacza to, że moc zbioru liczb rzeczywistych jest większa od mocy zbioru liczb naturalnych. W związku z tym zbiór liczb rzeczywistych nie jest przeliczalny. Popularnym sposobem dowodzenia tego faktu jest metoda przekątniowa, również pochodząca od Cantora.
Continuum dotyczy także twierdzenie mówiące, że zbiór liczb rzeczywistych jest równoliczny ze zbiorem wszystkich podzbiorów zbioru liczb naturalnych {\displaystyle {\mathcal {P}}(\mathbb {N} ),} tzn.
{\displaystyle {\mathfrak {c}}=2^{\aleph _{0}}.}

## Przykłady
- dowolny niezdegenerowany, również niewłaściwy, przedział liczb rzeczywistych (ogólniej, każdy niepusty otwarty podzbiór przestrzeni {\displaystyle \mathbb {R} ^{n}}),
- zbiory liczb niewymiernych, przestępnych, zespolonych,
- iloczyn kartezjański dwóch zbiorów mocy continuum,
- rodzina zbiorów borelowskich na prostej (ogólniej, rodzina zbiorów borelowskich w dowolnej przestrzeni spełniającej drugi aksjomat przeliczalności),
- zbiór Cantora, zbiór wszystkich (nieskończonych) ciągów dwuwartościowych.

## Hipoteza continuum
Hipoteza continuum, czyli pytanie o to, czy {\displaystyle {\mathfrak {c}}} jest najmniejszą nieprzeliczalną liczbą kardynalną, stało się katalizatorem rozwoju teorii mnogości w początkach XX wieku. Sam problem został rozwiązany częściowo w 1939 roku przez Kurta Gödla i ostatecznie w 1964 przez Paula Cohena.
Jedną z konsekwencji aksjomatu wyboru jest fakt mówiący o tym, że zbioru liczb rzeczywistych nie można przedstawić w postaci sumy przeliczalnie wielu zbiorów mocy mniejszej niż {\displaystyle {\mathfrak {c}}} – innymi słowy, kofinalność {\displaystyle {\mathfrak {c}}} jest nieprzeliczalna. Nieprzeliczalna kofinalność liczby kardynalnej {\displaystyle \kappa } jest więc warunkiem koniecznym na to, by {\displaystyle \kappa } „mogła być równa” continuum. Robert M. Solovay udowodnił w istocie, że jest to również warunek wystarczający – dokładniej, pokazał on, że jeżeli teoria mnogości ZFC jest niesprzeczna, to dla pewnego przeliczalnego modelu ZFC, w którym {\displaystyle \kappa } jest liczbą kardynalną o nieprzeliczalnej kofinalności, istnieje rozszerzenie generyczne w którym liczby kardynalne z modelu wyjściowego się nie kolapsują oraz {\displaystyle {\mathfrak {c}}=\kappa .} Solovay wyszedł od przeliczalnego modelu ZFC + GCH do którego dodał {\displaystyle \kappa } liczb losowych ({\displaystyle \kappa } jest liczbą kardynalną o nieprzeliczalnej kofinalności).